# Hever (Kent)
Hever is een civil parish in het bestuurlijke gebied Sevenoaks, in het Engelse graafschap Kent met 1231 inwoners.

## Bezienswaardigheden
- Hever Castle, waar Anna Boleyn opgroeide.